# Edmund Sparmann
Edmund Sparmann (16. června 1888 ve Vídni – 24. června 1951 ve Stockholmu) byl rakouský letec a konstruktér, který během první světové války v tehdejším Rakousku-Uhersku pracoval pro továrnu Phönix Flugzeugwerke AG.
Již před válkou v roce 1913 navrhl cvičný jednoplošník pro letecké školy a jako pilot ve dnech 21.–29. června 1914 vyhrál s dvouplošníkem Lohner Pfeilflieger cenu na 3. mezinárodním leteckém mítinku v Aspern u Vídně. Ve válce bojoval na ruské frontě u letecké setniny Flik 5, poté byl v lednu 1916 převelen do Aspern, kde sloužil jako zalétávací pilot. V polovině května 1916 byl převelen k službě v konstrukční kanceláři u firmy Oesterreichisch-Ungarische Albatros-Flugzeugwerke GmbH, která byla později přejmenována na Phönix Flugzeugwerke AG. Zde si získal dobré jméno zejména jako konstruktér nosných ploch, když spolupracoval na vývoji stíhacích letounů Phönix D.I, D.II a D.III i na průzkumném Phönix C.I.
Po válce, v červnu 1919, Sparmann předváděl letové vlastnosti letounů Phönix D.III a C.I ve Švédsku, které na základě toho nakoupilo několik strojů z poválečných přebytků Rakouska-Uherska. Poté se přestěhoval do Švédska kde nejprve pracoval pro firmu Enoch Thulins Aeroplanfabrik v Landskrona. Od roku 1926 pracoval jako inženýr a zkušební pilot pro středisko švédského vojenského letectva Svenska flygvapnet u Malmö. V roce 1932 založil vlastní malou leteckou továrnu Sparmanns Flygverkstad ve Stockholmu. V podnikání nebyl příliš úspěšný i když dodal několik svých letounů P 1 Sparmannjagaren švédskému letectvu. Od roku 1937 pracoval pro firmu SAAB.